# Осада Дубровны
Осада Дубровны — осада русскими войсками города Дубровны в годы русско-польской войны 1654-67 гг. (Кампания 1654 года). Осада завершилась взятием и сожжением города.

## Предыстория осады
Одной из важнейших задач наступления русских войск в 1654 году (Государева похода 1654 года) был захват верхнего течения Днепра для обеспечения коммуникаций между двумя направлениями — украинским и литовским. Для этого требовалось захватить ряд поднепровских крепостей, контролировавших реку. Русские войска последовательно заняли Оршу (10 августа), Копысь (11 августа), Могилёв (3 сентября), Шклов (11 сентября), Смоленск (29 сентября после двух с половиной месяцев осады). Одновременно с юга украинский корпус Золотаренко занял Режицу и Новый Быхов. К концу кампании русско-украинские войска вели осаду Старого Быхова и Дубровны.

## Состояние крепости накануне осады
Дубровна представляла собой небольшую и сравнительно слабую крепость по сравнению с другими поднепровскими городами (Смоленск, Могилев, Старый и Новый Быхов). Крепость являлась частным владением жмудского старосты Ежи Кароля Глебовича. Гарнизон крепости состоял из 100 чел. наёмной польской пехоты и нескольких сотен вооружённых мещан. Командовал обороной А. Юзефович-Хлебисский.

## Ход осады
Крепость была осаждена ещё в конце июля корпусом воеводы Ф. Ф. Куракина, входившего в состав Центральной группировки. Не имея осадной артиллерии, русские войска ограничивались блокадой крепости. После того как в ходе боев под Шкловом и Шепелевичами была ликвидирована угроза со стороны литовской армии Я. Радзивилла, осаду возглавил Я. К. Черкасский. Во избежание больших потерь царь приказал принудить крепость к сдаче только артиллерийским обстрелом и уговорами. Однако гарнизон на все требования капитуляции отвечал отказом. После взятия Смоленска Дубровна стала последним препятствием для установления контроля за верхним течением Днепра. 12 октября на смену Черкасскому было приказано выступить армии кн. А. Н. Трубецкого, которая уже имела опыт взятия крепостей (Мстиславль, Шклов, Горы). Одновременно из-под Смоленска по Днепру были переброшены осадная артиллерия, в том числе 2 большие «голанские пищали». Силы и припасы гарнизона тем временем подходили к концу. 22 октября гарнизон сложил оружие. Упорная осада вызвала большое недовольство царя Алексея Михайловича, который приказал отказать защитникам в почётной капитуляции, а сам город разрушить, взяв в плен всех жителей: «… шляхты лучшие выбрав, прислать к государю, а достальную шляхту велеть посылать на Тулу, а мещан и уездных людей роздать ратным людем с семьями, а город Дубровну выжечь». Согласно приказу шляхта, наёмники и 30 мещанских семей были отосланы в Смоленск, а остальные жители взяты в плен. 27 октября город был сожжен русскими войсками.